# 7月9日 (曲)
『7月9日』（Nueve de julio）は、ホセ・ルイス・パドゥーラ（José Luis Padula）作曲のタンゴ。

## 概要
1907年発表。
7月9日は、アルゼンチンの独立記念日（Día de la Independencia de la República Argentina）である。
リト・バジャルド（Lito Bayardo）の作った歌詞があるし、合計５通りの歌詞がついているが、歌付きの演奏はあまりない。
ファン・ダリエンソ楽団や、その他の楽団のレコードがある。